# Casa e chiesa
Casa e chiesa (Soul Man) è una serie televisiva statunitense in 25 episodi trasmessi per la prima volta nel corso di 2 stagioni dal 1997 al 1998.
È una sitcom incentrata sulle vicende del pastore protestante Mike Weber (interpretato da Dan Aykroyd), un reverendo di Royal Oak, Michigan, dal passato burrascoso che deve fare i conti con i suoi quattro figli e i suoi parrocchiani stravaganti.
È uno spin-off della serie Quell'uragano di papà in cui il personaggio del reverendo Weber era già apparso.
In Italia è stata trasmessa per la prima volta sul canale a pagamento Disney Channel, ed è successivamente approdata in chiaro su Rai 1.

## Personaggi e interpreti
- Rev. Mike Weber (25 episodi, 1997-1998), interpretato da Dan Aykroyd.
- Peter Jerome (25 episodi, 1997-1998), interpretato da Dakin Matthews.
- Kenny Weber (25 episodi, 1997-1998), interpretato da Kevin Sheridan.
È uno dei figli di Mike, un quattordicenne indipendente.
- Meredith Weber (25 episodi, 1997-1998), interpretata da Courtney Chase.
È uno dei figli di Mike, una bambina di otto anni.
- Andy Weber (25 episodi, 1997-1998), interpretato da Brendon Ryan Barrett.
È uno dei figli di Mike, un undicenne impegnato in strani esperimenti.
- Rev. Todd Tucker (25 episodi, 1997-1998), interpretato da Anthony Clark.
È lo sconclusionato segretario di Mike.
- Fred Weber (22 episodi, 1997-1998), interpretato da Michael Finiguerra.
- Glenda (8 episodi, 1997-1998), interpretata da Anne Lambton.
- Nancy Boyd (5 episodi, 1997-1998), interpretata da Helen Cates.
È una donna divorziata con cui Mike cerca di instaurare una relazione sentimentale, subentra nella seconda stagione.
- Fred Weber (3 episodi, 1997), interpretato da Spencer Breslin.
È uno dei figli di Mike, il più piccolo.
- Capitano Stan Hamel (2 episodi, 1997-1998), interpretato da John Goodman.
- Bobbi (2 episodi, 1997), interpretata da Sarah Thompson.
- Mr. Dunn (2 episodi, 1998), interpretato da Dick Latessa.
- Christine Rhodes (2 episodi, 1998), interpretata da Clare Wren.

## Produzione
La serie, ideata da Carmen Finestra, David McFadzean e Matt Williams, fu prodotta da Touchstone Television e Wind Dancer Productions e girata nei Kaufman Astoria Studios a New York. Donna Dixon, moglie di Aykroyd, appare in un cameo.

### Registi
Tra i registi della serie sono accreditati:
- Gil Junger in 3 episodi (1998)
- John Pasquin in 2 episodi (1997)
- Andrew Tsao in 2 episodi (1997)
- Ted Wass in 2 episodi (1998)
- Don Scardino

## Distribuzione
La serie fu trasmessa negli Stati Uniti dal 15 aprile 1997 al 26 maggio 1998 sulla rete televisiva ABC. In Italia è stata trasmessa su Rai 1 con il titolo Casa e chiesa.
Alcune delle uscite internazionali sono state:
- negli Stati Uniti il 15 aprile 1997 (Soul Man)
- in Germania il 29 ottobre 2005 (Ein Pastor startet durch)
- in Italia (Soul Man - Casa e chiesa su Disney Channel, Casa e chiesa su Rai 1)

## Episodi
| Stagione         | Episodi | Prima TV USA | Prima TV Italia |
| ---------------- | ------- | ------------ | --------------- |
| Prima stagione   | 3       | 1997         |                 |
| Seconda stagione | 22      | 1997-1998    |                 |